# Frank Perfitt
Frank Perfitt foi um ator de cinema britânico.

## Filmografia selecionada
- Love and Hate (1924)
- Nelson (1926)
- Dawn (1928)
- What Next? (1928)
- Maria Marten (1928)
- The Silent House (1929)
- The Celestial City (1929)
- The Woman in White (1929)
- Alf's Carpet (1929)
- Night Birds (1930)
- Red Pearls (1930)
- You'd Be Surprised! (1930)
- Compromising Daphne (1930)
- The Love Race (1931)
- The Pride of the Force (1933)
- Tonight's the Night (1934)
- Keep Your Seats, Please (1936)
- Feather Your Nest (1937)